# DNP3
DNP3 (англ. Distributed Network Protocol) — это протокол передачи данных, используемый для связи между компонентами АСУ ТП. Был разработан для удобного взаимодействия между различными типами устройств и систем управления. Может применяться на различных уровнях АСУ ТП.
Существует расширение Secure Authentication для DNP3 для безопасной аутентификации.

## Введение
DNP3 базируется на трех уровнях сетевой модели OSI: прикладном (оперирует объектами основных типов данных), канальном (предоставляет несколько способов извлечения данных) и физическом (в большинстве случаев используются интерфейсы RS-232 и RS-485).
Каждое устройство имеет свой уникальный адрес для данной сети, представленный в виде целого числа от 1 до 65520.
Основные термины:
- Outstation — ведомое устройство.
- Master — ведущее устройство.
- Frame (фрэйм) — пакеты, передаваемые и принимаемые на канальном уровне. Максимальный размер пакета 292 байта.
- Static data (постоянные данные) — данные, ассоциированные с каким-либо реальным значением (например, дискретным или аналоговым сигналом)
- Event data (событийные данные) — данные, ассоциированные с каким-либо значимым событием (например, изменения состояния, достижение значением пороговой отметки). Предоставляется возможность присоединения временной метки.
- Variation  (вариация) — определяет как интерпретируется значение, характеризуется целым числом.
- Group  (группа) — определяет тип значения, характеризуется целым числом (например, постоянное аналоговое значение относится к группе 30, а событийное аналоговое значение к группе 32). Для каждой группы назначен набор вариаций, с помощью которых интерпретируются значения этой группы.
- Object  (объект) — данные фрэйма, ассоциированные с каким-то конкретным значением. Формат объекта зависит от группы и вариации.

Список вариаций:
| № | Значение                               |
| - | -------------------------------------- |
| 1 | 32-битное целое с флагами              |
| 2 | 16-битное целое с флагами              |
| 3 | 32-битное целое                        |
| 4 | 16-битное целое                        |
| 5 | 32-битное с плавающей точкой с флагами |
| 6 | 64-битное с плавающей точкой с флагами |

| № | Значение                                                |
| - | ------------------------------------------------------- |
| 1 | 32-битное целое с флагами                               |
| 2 | 16-битное целое с флагами                               |
| 3 | 32-битное целое с флагами и меткой времени              |
| 4 | 16-битное целое с флагами и меткой времени              |
| 5 | 32-битное с плавающей точкой с флагами                  |
| 6 | 64-битное с плавающей точкой с флагами                  |
| 7 | 32-битное с плавающей точкой с флагами и меткой времени |
| 8 | 64-битное с плавающей точкой с флагами и меткой времени |

Флаги подразумевают под собой наличие специального байта со следующими информационными битами: источник данных on-line, источник данных был перезагружен, соединение с источником потеряно, запись значения форсирована, значение вне допустимых границ.
| Заголовок | Данные   |
| --------- | -------- |
| 10 B      | до 282 B |

| Синхронизация | Длина | Контроль соединения | Адрес назначения | Исходный адрес | CRC |
| ------------- | ----- | ------------------- | ---------------- | -------------- | --- |
| 2 B           | 1 B   | 1 B                 | 2 B              | 2 B            | 2 B |

- Синхронизация — 2 байта синхронизации, позволяющие получателю идентифицировать начало фрэйма.
- Длина — количество байт в оставшейся части пакета без учета октетов CRC.
- Контроль соединения — байт для координирования приема/передачи фрэйма.
- Адрес назначения — адрес устройства, которому назначается передача.
- Исходный адрес — адрес устройства, осуществляющего передачу.
- CRC — CRC для байт заголовка

Раздел данных DNP3 фрэйма содержит (помимо самих данных) по 2 байта CRC для каждых 16 байт передаваемой информации. Максимальное количество байт данных (не включая CRC) для одного фрэйма — 250.

## Стандартизация
23 июля 2010 года стандартизирован институтом IEEE, как IEEE Std 1815—2010

## Реализации
- DNP3 protocol C++ library — открытая (MIT) реализация на C++ от Turner Tech
- Open source Distributed Network Protocol — открытая (Apache) реализация на C++ от Green Energy Corp
- DNP3 Outstation/Server Simulator
- DNP3 Windows Software Development Kit (SDK)
- DNP3 Linux Software Development Kit (SDK)
- DNP3 Outstation & Master Simulator, Driver, Source Code Library